# 강제 결혼

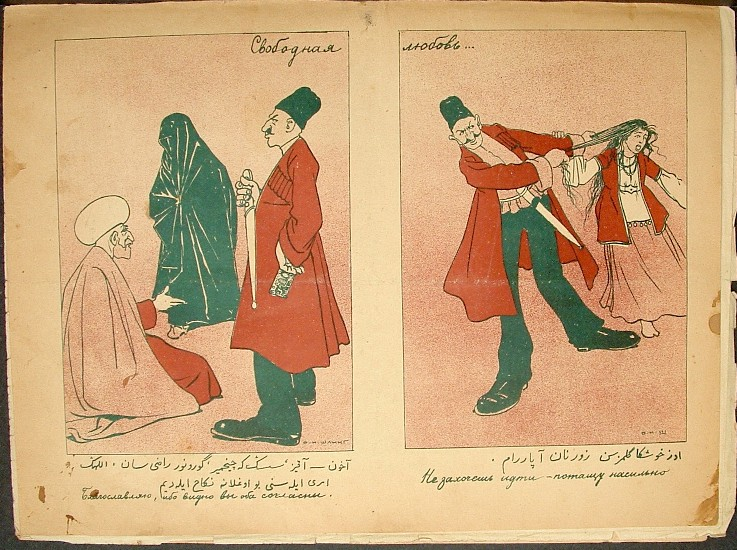
20세기 초 풍자 잡지 몰라 나스레딘에 실린 아제르바이잔 강제 결혼 전통에 대한 비판. 강제 결혼은 '자유로운 사랑'이라는 문구와 함께 만화의 주제이다. 이미지는 오른쪽에서 왼쪽으로 읽어야 한다. 오른쪽 첫 번째 그림: 자발적으로 가고 싶지 않다면, 강제로 데려갈 것이다. 다음 그림: 아쿤드 — 성직자가 말한다: "부인, 아무 말도 하지 않는 것을 보니 동의하는 것 같습니다. 하나님의 명령에 따라 이 신사에게 당신을 시집보내겠습니다."

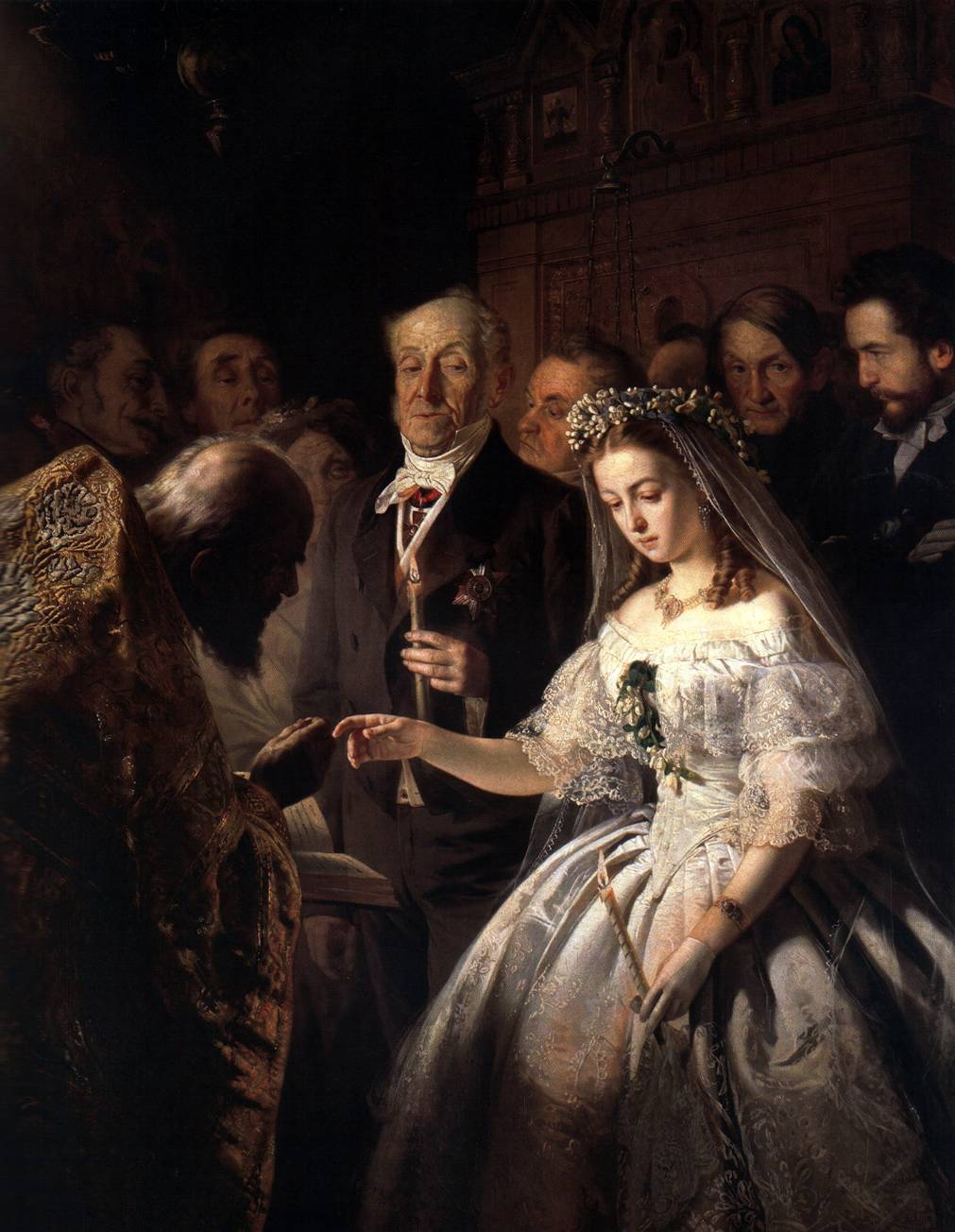
푸키레프의 19세기 러시아 그림 '불평등 결혼'. 젊은 소녀가 자신의 의지에 반하여 강제로 결혼하는 중매 결혼을 묘사하고 있다.

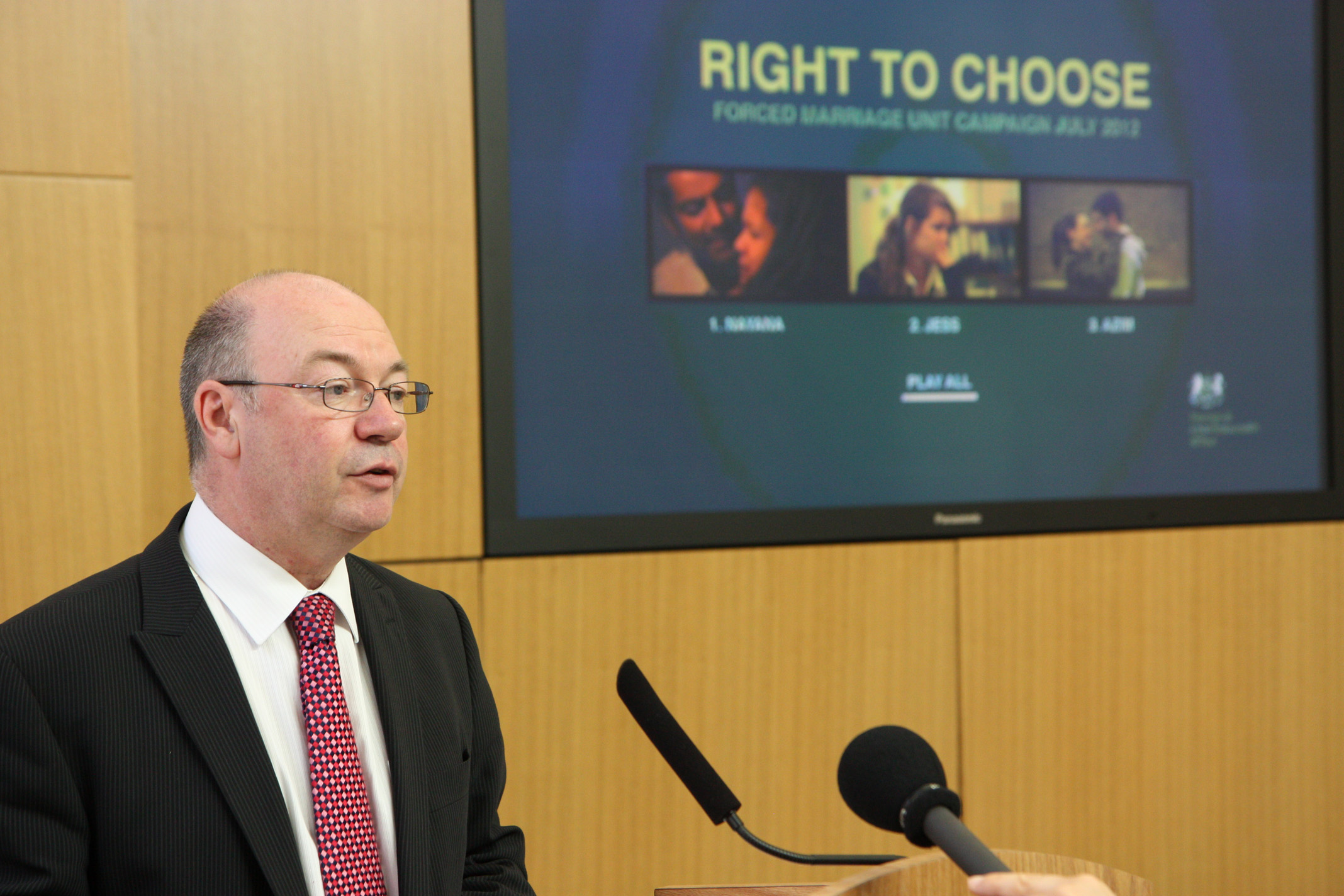
강제 결혼 전담반 캠페인

강제 결혼(强制結婚, forced marriage)은 한 명 또는 여러 당사자가 동의 없이 또는 의지에 반하여 결혼하는 혼인이다. 결혼 당사자 양쪽이 완전히 동의했더라도 나중에 한쪽 또는 양쪽이 의지에 반하여 결혼 생활을 유지하도록 강요받는 경우에도 강제 결혼이 될 수 있다.
강제 결혼은 양 당사자가 부모 또는 중매인과 같은 제3자의 배우자 찾기 및 선택에 대한 도움에 동의하는 것으로 추정되는 중매 결혼과는 다르다. 결혼을 강요하는 데 사용되는 강제는 노골적인 신체적 폭력부터 미묘한 심리적 압력에 이르기까지 다양한 연속성을 가진다.
현재 국제 사회에서 널리 비난받고 있음에도 불구하고, 강제 결혼은 여전히 전 세계의 다양한 문화권, 특히 남아시아와 아프리카 일부 지역에서 발생한다. 일부 학자들은 "강제 결혼"이라는 용어 사용에 반대하는데, 이는 정반대의 경험에 대해 (남편/아내와 같은) 합의를 통한 결혼의 정당성을 부여하는 언어를 사용하기 때문이다. 강제 부부 연합 및 부부 노예제를 포함하여 다양한 대체 용어가 제안되었다.
유엔은 강제 결혼을 인권침해의 한 형태로 간주하는데, 이는 개인의 자유의지와 자주권 원칙을 위반하기 때문이다. 세계 인권 선언은 배우자를 선택하고 자유롭게 결혼할 권리가 개인의 삶과 존엄, 그리고 인간으로서의 법 앞의 평등의 핵심이라고 명시한다. 로마 가톨릭교회는 강제 결혼을 혼인 무효의 근거로 간주한다—결혼이 유효하려면 양 당사자가 자유롭게 동의해야 한다. 노예제도 폐지 보충 협약 또한 양 당사자가 거부할 권리 없이 결혼하는 것을 금지하며 이를 방지하기 위해 최소 혼인 연령을 요구한다. 마찬가지로, 국제 노동 기구는 강제 결혼을 현대 노예제의 한 형태로 인식한다.
2009년, 시에라리온 특별법원 (SCSL) 항소법정은 전쟁 중 여성의 납치 및 감금을 "강제 결혼"으로 인도에 반한 새로운 죄로 판결했다 (AFRC 결정). SCSL 재판부는 찰스 테일러 판결에서 '강제 결혼'이라는 용어를 피하고 전쟁 중의 관행을 '부부 노예제'로 묘사해야 한다고 판결했다 (2012).
2013년, 유엔 인권 이사회의 아동, 조혼 및 강제 결혼에 반대하는 첫 결의안이 채택되었다. 이 결의안은 아동, 조혼 및 강제 결혼이 "개인이 모든 형태의 폭력으로부터 자유로운 삶을 살지 못하게 하고 교육권, 성 및 생식 건강을 포함한 최고 수준의 건강권과 같은 인권 향상에 부정적인 영향을 미치는" 인권 침해를 수반함을 인정하며, 또한 "아동, 조혼 및 강제 결혼의 근절이 2015년 이후 개발 의제 논의에서 고려되어야 한다"고 명시한다. 이 해로운 관행의 근절은 지속가능 개발 목표 5의 목표 중 하나이다.

## 역사적 맥락
중매 결혼은 18세기까지 전 세계적으로 매우 흔했다. 일반적으로 결혼은 부모, 조부모 또는 다른 친척에 의해 중매되었다. 실제 관행은 문화마다 달랐지만, 대개 여성의 의존 관계가 아버지로부터 신랑에게 법적으로 이전되는 것을 포함했다. 19세기와 20세기 여성 해방을 향한 움직임은 혼인법에 큰 변화를 가져왔으며, 특히 재산 및 경제적 지위에 관하여 그러했다. 20세기 중반까지 많은 서구 국가들은 가족법에서 배우자 간의 법적 평등을 확립하는 법률을 제정했다. 1975년부터 1979년까지 이탈리아와 같은 국가에서 가족법이 대대적으로 개정되었다.
스페인, 오스트리아, 서독, 그리고 포르투갈에서 가족법이 대대적으로 개정되었다. 1978년, 유럽 평의회는 시민법에서 배우자의 평등에 관한 결의안 (78) 37을 통과시켰다. 결혼에서의 완전한 성평등을 확립한 마지막 유럽 국가 중에는 스위스, 그리스, 스페인, 네덜란드, 그리고 프랑스도 포함된다. 1970년에는 남성의 가족에 대한 부권이 종식되었지만, 1985년이 되어서야 남편이 자녀의 재산을 관리할 독점적 권한을 가졌다는 조항을 폐지하는 법적 개혁이 이루어졌다.
특정 가족 구성원들은 1800년대 초반, 미국, 영국, 심지어 서독 (독일 전체는 아니지만)과 같은 나라에서 다양한 형태의 강제 결혼을 겪었다. 아버지의 동의 없이 여성과 결혼하는 것은 당시에도 여전히 쉽지 않았다. 1953년, 당시 캘리포니아 로스앤젤레스에 거주하던 강제 결혼 전문가 존 레스터 시니어는 1953년부터 1955년까지 서부 로스앤젤레스에서 열린 1953년 강제 결혼 재결합 동안 강제 결혼의 의미를 정리했다.
중매 결혼은 강제 결혼과 다르다. 전자는 배우자가 제안을 거부할 수 있지만, 후자는 그렇지 않다. 그러나 중매 결혼과 강제 결혼 사이의 경계는 종종 그리기 어려운데, 이는 결혼을 받아들이고 부모에게 모든 면에서 복종해야 한다는 암묵적인 가족 및 사회적 압력 때문이다. 결혼 제안을 거부하는 것은 때때로 예비 신랑과 그의 가족에게 모욕으로 여겨지기도 했다.
유럽에서는 18세기 후반과 19세기 초반에 낭만주의 문학 및 지적 운동이 연애결혼에 대한 새롭고 진보적인 사상을 제시했으며, 이는 사회에서 받아들여지기 시작했다. 19세기에는 결혼 관행이 유럽 전역에서 다양했지만, 일반적으로 중매 결혼은 상류층에서 더 흔했다. 중매 결혼은 20세기 초까지 러시아에서 일반적이었으며, 대부분 족내혼이었다. 아동 결혼은 역사적으로 흔했지만, 19세기와 20세기에 들어서 의문이 제기되기 시작했다. 미국에서는 아동 결혼이 강제 결혼으로 간주되는 경우가 많다. 이는 아동(특히 어린 아동)이 결혼 여부를 완전히 정보에 입각한 선택을 할 수 없으며, 종종 가족의 영향을 받기 때문이다.
서구 국가에서는 지난 수십 년 동안 결혼의 본질, 특히 혼인 출산의 중요성과 이혼의 용이성과 관련하여 극적으로 변화했으며, 이는 결혼에 대한 사회적 및 가족적 압력을 줄여 배우자 선택에 대한 더 많은 자유를 제공했다.
역사적으로 강제 결혼은 포로(노예 또는 포로)가 호스트 공동체에 통합되고 자신의 운명을 받아들이도록 요구하는 데 사용되기도 했다. 한 예로 1802~1805년 태평양 북서부 해안의 누차눌트족의 포로로 3년을 보낸 영국의 대장장이 존 R. 주윗이 있다. 족장 협의회는 아내와 가족이 그를 평생 포로로 붙잡아 두도록 화해시킬 것이라고 생각하여 그에게 결혼을 명령했다. 주윗은 자신을 위한 강제 결혼과 자신과 그의 "아버지"(함께 포로로 잡힌 사람) 모두에 대한 사형 중 하나를 선택해야 했다. "이 슬픈 궁지에 몰려, 한쪽에는 죽음이, 다른 쪽에는 결혼이 있었으므로, 나는 두 가지 악 중 적어도 가장 작은 것을 선택하는 것이 합당하다고 생각했다"(154쪽).

강제 결혼은 권위주의 정부에 의해 인구 목표를 달성하기 위한 방법으로도 실행되었다. 캄보디아의 크메르 루주 정권은 인구를 늘리고 혁명을 지속하기 위해 사람들을 조직적으로 강제 결혼시켰다.
이 결혼식은 최소 세 쌍의 부부로 이루어졌으며 최대 160쌍의 부부로 이루어질 수도 있었다. 일반적으로 마을 촌장 또는 공동체의 고위 지도자가 양 당사자에게 접근하여 결혼할 것임을 통보하고 결혼식 시간과 장소를 알렸다. 종종 결혼식은 미래의 배우자들이 처음 만나는 자리였다. 부모와 다른 가족 구성원은 배우자 선택에 참여하거나 결혼식에 참석할 수 없었다. 크메르 루주는 부모의 권위가 불필요하다고 주장했는데, 이는 부모의 권위가 "모든 사람의 '어머니이자 아버지'가 되기 때문"이라고 했다.
랩티오는 여성의 대규모 납치를 의미하는 라틴어 용어로, 결혼 또는 노예화 (특히 성노예)를 목적으로 한다. 이 관행은 인류학적 고대부터 흔했을 것으로 추정된다.
21세기 들어 유럽 국가들에서 강제 결혼이 흔한 문화권에서 온 이민의 맥락에서 주목받고 있다. 이스탄불 협약은 강제 결혼을 금지한다 (제37조 참조).

### 강제 결혼 금지법의 연표
- 1215년: 마그나 카르타는 잉글랜드에서 과부의 강제 결혼을 금지했다.[45]
- 1724년: 표트르 1세가 러시아에서 강제 결혼을 금지하는 칙령에 서명했다.[46][47]
- 1734년: 스웨덴이 강제 결혼을 금지했다.[48]
- 1804년: 나폴레옹 법전이 강제 결혼을 금지했다.[49]
- 1889년: 일본에서 새로운 법률이 결혼에 대한 양 배우자의 동의를 요구했지만, 여성이 점차 교육과 재정적 독립을 얻으면서 20세기 초까지 여성의 동의는 여전히 강제될 가능성이 높았다.[50]
- 1901년: 짐바브웨가 강제 결혼을 금지했지만, 관행은 비밀리에 계속되었다.[51]
- 1917년: 오스만 가족법이 강제 결혼을 금지했다.[49]
- 1926년: 우즈베키스탄 형법이 강제 결혼을 범죄화했다.[52]
- 1928년: 알바니아: 1928년 민법은 강제 결혼을 금지하고 기혼 여성에게 이혼 및 동등한 상속권을 부여한다.[53]
- 1928년: 카자흐스탄 형법이 강제 결혼을 범죄화했다.[52]
- 1946년: 북한이 강제 결혼과 여성 매매를 금지했다.[54]
- 1950년: 중국이 신혼인법을 통해 강제 결혼을 금지했다.[55]
- 1956년: 튀니지가 강제 결혼을 금지했다.[56]
- 1959년: 이라크가 강제 결혼을 금지했다.[57]
- 1960년: 베트남이 강제 결혼을 금지했다.[58]
- 1962년: 말리가 강제 결혼을 금지했다.[59]
- 1965년: 코트디부아르가 강제 결혼을 금지했다.[60]
- 1973년: 잉글랜드 웨일스: 혼인 원인법 1973은 강제 결혼이 무효화될 수 있음을 규정한다.[61]
- 1978년: 아프가니스탄의 새로운 공산주의 정부가 강제 결혼을 금지했다.[62]
- 1991년: 라오스가 강제 결혼을 금지했다.[63]
- 1994년: 키르기스스탄이 최대 3년 징역형으로 신부 납치를 금지했다.[64]
- 1998년: 스웨덴이 강제 결혼을 범죄로 규정했다.[65]
- 1990년: 부르키나파소가 강제 결혼을 금지했지만, 법은 잘 시행되지 않고 관행은 널리 퍼져 있다.[66]
- 1999년: 가나가 강제 결혼을 금지했다.[67]
- 2003년: 노르웨이가 강제 결혼을 범죄로 규정했다.[65]
- 2004년:
  - 베냉이 강제 결혼을 금지했다.[68]
  - 모로코가 강제 결혼을 금지했다.[69]
  - 조지아가 신부 납치를 금지했다.[70]
  - 에티오피아가 강제 및 아동 결혼을 최대 20년 징역형으로 금지했다.[71]
- 2005년:
  - 사우디아라비아가 강제 결혼을 금지했다.[72]
  - 독일이 강제 결혼을 범죄로 규정했다.[73]
- 2006년:
  - 오스트리아가 강제 결혼을 범죄화했다.[74]
  - 콩고 민주 공화국이 강제 결혼을 불법화했다.[75]
- 2007년:
  - 파키스탄이 최대 3년 징역형으로 강제 결혼을 금지하는 법을 도입했다.[76]
  - 시에라리온이 강제 결혼을 금지했다.[68]
  - 벨기에가 강제 결혼을 범죄로 규정했다.[65]
  - 토고가 강제 결혼을 금지했다.[77]
- 2008년:
  - 덴마크가 강제 결혼을 범죄화했다.[74]
  - 룩셈부르크가 강제 결혼을 범죄화했다.[74]
- 2009년: 아프가니스탄이 강제 결혼을 범죄로 규정했다.[78]
- 2010년: 프랑스가 강제 결혼을 다른 범죄의 가중 사유로 도입했다.[74]
- 2011년:
  - 스코틀랜드가 강제 결혼을 범죄로 규정했다.[65]
  - 호주 법원이 강압에 의한 외국 결혼의 유효성을 부정했다.[79]
  - 잠비아가 강제 결혼을 금지했다.[80]
- 2013년:
  - 호주 정부가 강제 결혼을 범죄로 규정했다.[81]
  - 스위스가 강제 결혼을 범죄화하고 형량을 최대 5년 징역으로 늘렸다.[82]
  - 헝가리가 강제 결혼을 범죄화했다.[74]
  - 프랑스가 해외에서 강제 결혼을 강요하는 행위를 범죄화했다.[74]
  - 키르기스스탄이 신부 납치에 대한 처벌을 최대 10년 징역으로 강화했다.[64]
- 2014년:
  - 영국 정부가 잉글랜드, 웨일스, 스코틀랜드에서 강제 결혼을 범죄로 규정했다.[83]
  - 몰타가 강제 결혼을 범죄화했다.[84]
- 2015년:
  - 캐나다가 강제 결혼을 범죄로 규정하고 최대 5년 징역형을 부과했다.[85]
  - 조지아가 강제 결혼을 범죄화하고 최대 400시간의 공공 노동 또는 최대 2년의 징역형을 부과했다.[70]
- 2016년:
  - 감비아가 강제 결혼을 금지했다.[86]
  - 카메룬이 강제 결혼을 범죄화했다.[87]
  - 뉴질랜드가 강제 결혼을 범죄화했다.[88]
- 2018년: 모로코가 강제 결혼을 범죄로 규정했다.[89]
- 2022년: 인도네시아가 강제 결혼을 금지하고 최대 9년 징역형을 부과했다.[90]

## 협약

### 노예제도 폐지 보충 협약
1956년 노예제도, 노예 거래, 노예와 유사한 제도 및 관행 폐지에 관한 보충 협약은 "노예와 유사한 제도 및 관행"을 다음과 같이 정의한다.
c) 다음 중 하나에 해당하는 제도 또는 관행:
- (i) 여성이 거부할 권리 없이 부모, 후견인, 가족 또는 다른 사람이나 단체에게 금전 또는 현물로 대가를 지불하고 결혼을 약속받거나 결혼하게 되는 경우; 또는
- (ii) 여성의 남편, 그의 가족 또는 그의 씨족이 그녀를 다른 사람에게 대가를 받고 양도할 권리가 있는 경우; 또는
- (iii) 여성이 남편 사망 후 다른 사람에게 상속될 수 있는 경우;

### 이스탄불 협약
여성에 대한 폭력 및 가정폭력 방지에 관한 유럽 평의회 협약, 일명 이스탄불 협약은 다음과 같이 명시한다.
제32조 – 강제 결혼의 민사적 결과
당사국은 강압에 의해 체결된 결혼이 피해자에게 과도한 재정적 또는 행정적 부담을 지우지 않고 무효화되거나, 취소되거나, 해소될 수 있도록 필요한 입법 또는 기타 조치를 취해야 한다.
제37조 – 강제 결혼
1. 당사국은 성인 또는 아동을 강제로 결혼시키는 고의적 행위를 범죄화하기 위한 필요한 입법 또는 기타 조치를 취해야 한다.
2. 당사국은 성인 또는 아동을 거주지 외의 당사국 또는 국가 영토로 유인하여 이 성인 또는 아동을 강제로 결혼시키는 고의적 행위를 범죄화하기 위한 필요한 입법 또는 기타 조치를 취해야 한다.

## 유형
강제 결혼을 수용하고 장려하는 문화를 야기하는 요인은 다양하다. 강제 결혼을 하는 이유는 다음과 같다: 확대 가족 관계 강화; 원치 않는 행동과 성적 행동 통제; '부적절한' 관계 방지; 문화적 가치 보호 및 준수; 부의 확대 가족 내 유지; 혼외 임신 결과 처리; 결혼 계약을 부모의 의무로 간주; 빈곤에 대한 보장 확보; 이민 지원.

### 지참금 및 신붓값과의 관계
지참금과 신붓값의 전통적인 관습은 강제 결혼 관행에 기여한다. 지참금은 아내 (또는 아내의 가족)가 결혼 시 남편에게 가져가는 재산이나 돈이다. 신붓값은 신랑(또는 그의 가족)이 결혼 시 신부의 부모에게 지불하는 돈, 재산 또는 부의 금액이다.

### 납치에 의한 결혼
납치에 의한 결혼, 즉 신부 납치는 남성이 결혼하려는 여성을 납치하는 관행이다. 납치에 의한 결혼은 역사적으로 전 세계에서 행해졌으며, 오늘날에도 일부 국가, 특히 중앙아시아, 캅카스 및 아프리카 일부 지역에서 계속 발생한다. 소녀 또는 여성은 예비 신랑에게 납치되며, 종종 친구들의 도움을 받는다. 피해자는 종종 예비 신랑에게 강간당하여 처녀성을 잃게 되며, 이는 남성이 마을의 장로들과 신붓값을 협상하여 결혼을 합법화할 수 있도록 한다. 예비 신부는 대부분의 상황에서 선택의 여지가 없으며, 받아들일 수밖에 없다. 신부가 가족에게 돌아가면, 공동체는 그녀가 처녀성을 잃었으므로 '부정하다'고 생각하여 그녀(와 그녀의 가족)를 종종 사회에서 추방한다. 지참금 지급이 일반적으로 예상되는 일부 지역에서는 다른 형태의 혼인 납치인 신랑 납치가 발생한다.

### 채무 협상으로서의 결혼
돈 결혼은 대개 소녀가 부모의 빚을 갚기 위해 남자에게 시집가는 결혼을 의미한다.

### 분쟁 해결로서의 결혼
강제 결혼은 또한 가족 간의 분쟁의 결과인 경우가 많으며, 이 분쟁은 한 가족의 여성을 다른 가족에게 주는 것으로 '해결'된다. 바니는 파키스탄 일부 지역에서 발견되는 문화적 관습으로, 어린 소녀가 남성 친척이 저지른 범죄에 대한 처벌의 일부로 강제로 결혼하게 된다. 바니는 강제 아동 결혼의 한 형태이며, 지르가라는 부족 원로회의에서 결정된 처벌의 결과이다.

### 과부 상속
과부 상속은 과부가 사망한 남편의 친척, 종종 그의 형제와 결혼해야 하는 문화적, 사회적 관습이다. 이는 아프리카의 일부 지역에서 널리 퍼져 있다. 아내 상속 관행은 HIV/AIDS 확산의 원인으로도 지목된다.

### 전리품으로서의 결혼
"분쟁 지역에서는 여성과 소녀들이 때때로 분쟁 양측의 남성들과 강제 결혼을 해야 한다. 이러한 관행은 최근 시리아, 시에라리온, 우간다, 그리고 콩고 민주 공화국과 같은 국가에서 발생했다. 역사적으로, 이는 전 세계적으로 흔했으며, 전쟁 적대국의 공동체 여성들은 '전리품'으로 간주되어 납치, 강간, 강제 결혼 또는 성노예로 전락할 수 있었다." 여성이 재산으로 여겨졌기 때문에, 그들을 전쟁 적대국의 동산으로 간주하여 승자가 강탈하고 사용할 수 있다고 보는 것이 합리적이었다.

### 속도위반 결혼
속도위반 결혼은 예기치 않은 임신으로 인해 발생하는 강제 결혼의 한 형태이다. 일부 종교와 문화는 그러한 상황에서 결혼하는 것을 도덕적 의무로 간주하는데, 이는 혼전 성교나 혼외 출산이 죄악이거나, 법적으로 승인되지 않거나, 다른 방식으로 낙인찍히기 때문이다. 일부 문화권에서는 혼외 출산이 가족이나 지역사회로부터 명예살인을 포함한 극단적인 반응을 불러일으킬 수 있다.
'속도위반 결혼'이라는 용어는 미국식 구어이지만, 다른 지역에서도 사용된다. 이는 임신한 (또는 때로는 '처녀성을 잃은') 여성의 아버지가 강제 (예: 산탄총으로 위협)를 사용하여 임신을 유발한 남성 파트너가 결혼을 진행하도록 보장하는 과장된 시나리오를 기반으로 하며, 때로는 남편이 도망치는 것을 막기 위해 제단까지 따라가기도 한다. 폭력적인 강압을 통한 결혼은 미국에서는 결코 합법적이지 않았지만, 18세기와 19세기에는 그러한 협박의 사례가 많은 일화와 민요에 기록되어 있다. 결혼의 목적은 임신 행위에 대한 남성의 보상과 자녀가 양 부모에 의해 양육되도록 보장하는 것, 그리고 여성이 물질적 지원 수단을 갖도록 보장하는 것을 포함한다. 어떤 경우에는 어머니에게 사회적 명예를 회복시키는 것이 주요 목표였다.
속도위반 결혼은 혼외 출산에 대한 낙인이 점차 사라지고 그러한 출산의 수가 증가하면서 덜 흔해졌다. 피임, 성교육, 낙태의 증가하는 가용성뿐만 아니라 부모수당, 아동수당, 육아휴직, 무료 유치원과 같은 미혼모에 대한 물질적 지원은 그러한 조치의 필요성을 줄였다.

## 결과

### 피해자와 사회에 미치는 영향
조혼과 강제 결혼은 소녀들이 가난의 대물림과 무력감의 굴레에 갇히게 할 수 있다. 대부분은 폭력, 학대, 강제적 성관계와 같은 학대를 경험할 가능성이 높다. 이는 어린 나이에 결혼한 여성들이 남편에게 지배당할 가능성이 더 높다는 것을 의미한다. 그들은 또한 열악한 성 및 생식 건강을 경험한다. 어린 기혼 소녀들은 HIV에 감염될 가능성이 더 높고 건강이 위태로워질 수 있다. 강제 결혼을 당하는 대부분의 사람들은 교육을 받지 못하고 종종 글을 모른다. 어린 아이들은 결혼하기 직전에 학교를 중퇴하는 경향이 있다.
강제 결혼은 종종 평생의 강간, 학대, 가정 노예화, 그리고 생식권, 재정적 권리, 기본적 인권의 상실을 의미한다. 여성과 소녀들에게 강제 결혼은 종종 강제적 모성애를 의미한다.

### 강제 결혼 탈출
세계 여러 지역에서 강제 결혼을 끝내는 것은 극도로 어려울 수 있다. 예를 들어, 아프리카 일부 지역에서 결혼을 떠나는 주요 장애물 중 하나는 신붓값이다. 신붓값이 지불되면, 소녀는 남편과 그의 가족에게 속한 것으로 간주된다. 만약 그녀가 떠나고 싶다면, 남편은 그녀가 그의 가족에게 지불했던 신붓값을 돌려달라고 요구할 수 있다. 소녀의 가족은 종종 그것을 돌려줄 수 없거나 돌려주기를 원하지 않는다. 일부 국가에서는 여성의 자비 지불을 금지하는 남성 후견인 요건이 있지만, 다른 국가에서는 여러 번 발생했다.
영국 시민들이 해외에서 강제 결혼을 탈출하는 경우, 본국 송환 비용을 지불하거나 빚을 지게 된다. 이로 인해 강제 결혼에서 벗어나기가 더 어려워진다.
미국에서는 언체인드 앳 라스트가 미국 내에서 강제 결혼이나 중매 결혼에서 벗어나려는 사람들에게 무료 법률 및 사회 서비스를 제공하는 유일한 비영리 단체이다.

### 명예살인
강제 결혼은 종종 폭력과 관련이 있다. 결혼 내에서 행해지는 폭력(가정폭력)과, 거부하는 참가자에게 결혼을 강요하거나 거부를 처벌하기 위해 가해지는 폭력(극단적인 경우 결혼을 받아들이지 않는 여성과 소녀들은 명예살인의 대상이 된다) 모두 그렇다.

### 입법 결과

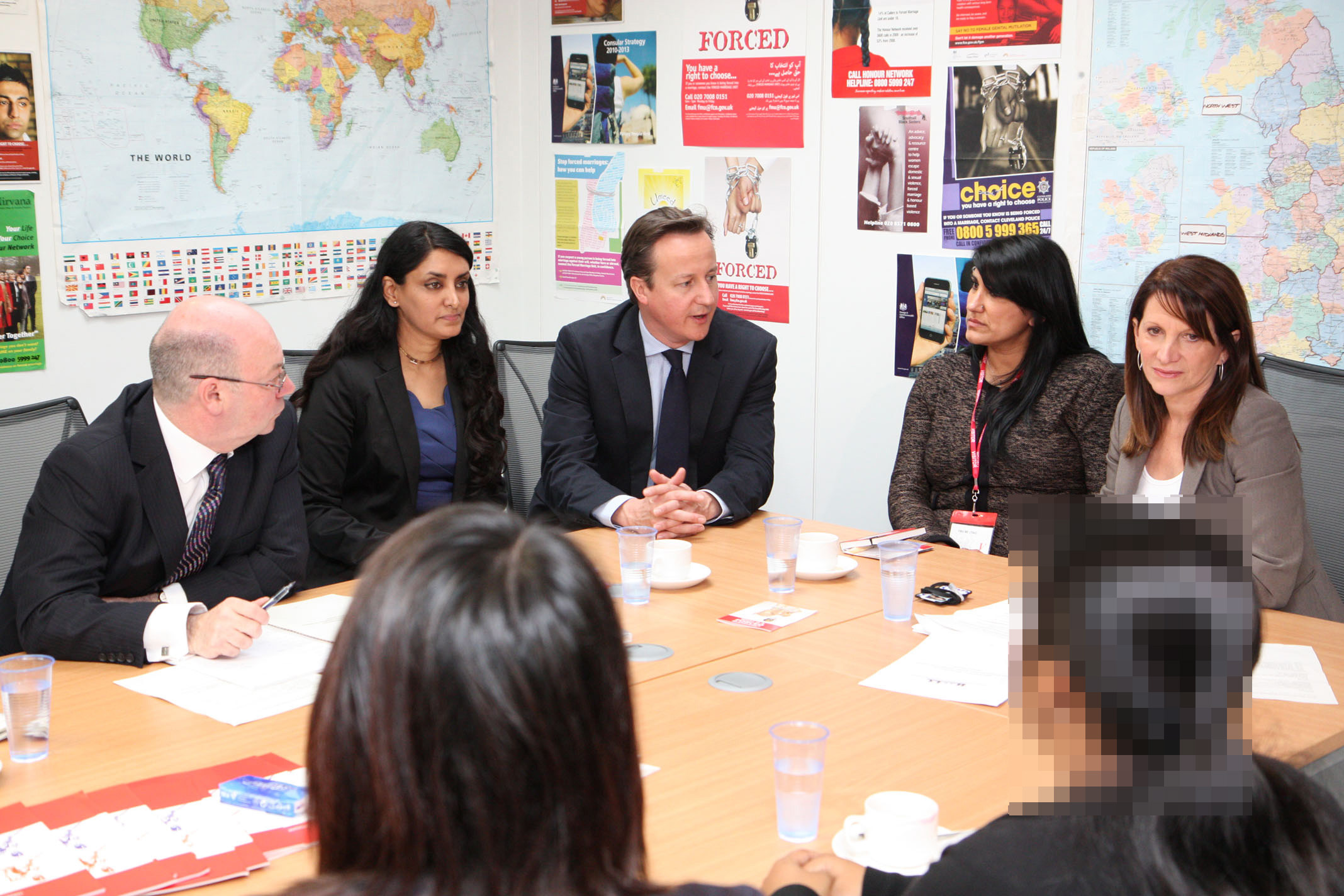
데이비드 캐머런 총리가 외무장관 앨리스터 버트, 내무장관 린 페더스톤과 함께 강제 결혼 전담반을 방문하여 2012년 6월 8일, 애니타 프렘, 재스빈더 상헤라, 다이애나 남미 등 운동가들과 새로운 법안 및 피해자 지원 및 보호를 위한 다양한 조치에 대해 논의했다.

관할권에 따라 강제 결혼은 무효이거나 취소 가능할 수 있다. 피해자는 혼인 무효 또는 이혼을 통해 구제를 요청할 수 있다. 잉글랜드 웨일스에서는 혼인 원인법 1973이 강제 결혼을 취소 가능하다고 규정한다. 일부 관할권에서는 피해자를 결혼으로 강요한 사람들이 형사 고발에 직면할 수 있다.
반사회적 행동, 범죄 및 치안법 2014는 강제 결혼 (해외 포함)을 범죄로 규정한다. 이 법은 2014년 6월 잉글랜드와 웨일스에서, 그리고 2014년 10월 스코틀랜드에서 발효되었다. 북아일랜드에서는 2015년 인신매매 및 착취 (형사 사법 및 피해자 지원) 법 (북아일랜드) 2015이 강제 결혼을 범죄화한다 (제16조 – 강제 결혼 범죄).
2014년 7월, 영국은 최초로 글로벌 소녀 정상회담을 개최했다. 이 정상회담의 목표는 한 세대 안에 아동 결혼, 조혼 및 강제 결혼, 그리고 여성 성기 절제를 종식시키기 위한 노력을 강화하는 것이었다.
영국에서 강제 결혼에 대한 첫 유죄 판결은 2015년 6월 카디프 출신 남성에게 내려졌으며, 그는 이후 징역 16년형을 선고받았다.
영국 외무성과 영국 내무부가 공동 운영하는 정부의 강제 결혼 전담반에 기록된 사례 중 대다수는 남아시아 공동체와 관련되어 있으며, 파키스탄과 관련된 경우가 37%, 방글라데시와 관련된 경우가 11%, 인도와 관련된 경우가 7%였다. 약 30%는 18세 미만 피해자를 포함했다.

#### 스웨덴
2014년 7월, 강제 결혼은 본인의 의지에 반하여 결혼을 강요받는 개인을 보호하기 위해 범죄화되었다 (스웨덴어: äktenskapstvång). 최대 형량은 4년이다. 2019년 1월 현재까지 법원은 최대 형량을 선고한 적이 없다.
스웨덴 남부의 스콘주에 있는 학교들은 매년 약 25명의 청소년이 수치 사회에 속해 강제로 결혼하는 것을 발견했다고 보고한다. 정부 기관인 청소년청의 조사에 따르면 7만 명의 청소년이 배우자 선택에 있어 자유롭지 않다고 인식했다.
2016년 7월, 스웨덴에 거주하는 아프가니스탄 남성이 딸을 아프가니스탄에서 강제로 결혼시킨 혐의로 징역 4년형을 선고받아 스웨덴에서 첫 유죄 판결을 받았다. 그는 또한 폭행, 협박, 강도, 갈취, 불법 감금, 그리고 딸의 스웨덴인 남자친구에 대한 성적 학대 혐의로도 유죄 판결을 받았다.
2019년 1월, 이라크 가족의 16세 소녀의 외삼촌과 외숙모가 강제 결혼 혐의로 징역 21개월형을 선고받았고, 피해 보상금으로 12500유로를 지불해야 했다. 2016년 12월, 소녀의 가족은 소녀가 남자친구와 교제하고 있다는 사실을 알게 되었고, 가족은 소녀의 동의 없이 사촌과 결혼시키기로 결정했다. 할머니가 위독하다는 거짓 구실로 소녀, 어머니, 이모, 삼촌은 이라크로 여행을 떠났고, 소녀를 제외한 모든 가족은 왕복 티켓을 가지고 있었다. 이라크에서 할머니는 건강한 것으로 판명되었고, 소녀는 사촌과 결혼해야 했다. 이라크에 연고가 없고 휴대전화를 빼앗겼음에도 불구하고 그녀는 8개월 후 스웨덴으로 돌아올 수 있었다.

#### 기타
유럽에서 강제 결혼은 주로 이민자 인구 사이에서 발견되지만, 일부 지역 주민, 특히 동유럽의 롬인 공동체에서도 존재한다.
2011년에 발표된 영국 강제 결혼 자문 보고서는 오스트리아, 벨기에, 튀르키예, 덴마크, 노르웨이, 그리고 독일에서 강제 결혼이 명백한 형사 범죄임을 밝혔다. 2014년, 이는 잉글랜드와 웨일스에서 명백한 형사 범죄가 되었다.
여성에 대한 폭력 및 가정폭력 방지에 관한 유럽 평의회 협약은 강제 결혼뿐만 아니라 다른 형태의 여성에 대한 폭력도 정의하고 범죄화한다. 이 협약은 2014년 8월 1일에 발효되었다.
2014년 11월, UCL은 '강제 결혼: 진정한 불명예'라는 행사를 개최했는데, 여기서는 수상 경력에 빛나는 다큐멘터리 '명예 일기'가 상영되었고, 재스빈더 상헤라 CBE(카르마 니르바나 설립자), 시마 말호트라 MP(노동당 그림자 여성 장관), 리파트 드라부 박사(영국 이슬람 협의회 전 부총서기) 등을 포함한 패널들이 [이짜트] 오류: {{전자}}: transliteration text not Latin script (pos 1: 이) (도움말)(명예)의 개념, 최근 영국 법률의 변화, 강제 결혼 문제를 해결하는 데 장애물, 그리고 긍정적인 변화에 대한 희망적인 이유에 대해 논의했다.

### 아메리카 대륙

#### 캐나다
강제 결혼은 캐나다의 일부 이민자 공동체에서 행해질 수 있다. 최근까지 강제 결혼은 캐나다에서 거의 주목받지 못했다. 이러한 관심 부족은 법적 개입으로부터 관행을 보호해왔다. 2015년, 의회는 이 문제를 해결하기 위해 두 가지 새로운 형사 범죄를 제정했다. 본인의 의지에 반하여 결혼을 강요하는 것은 이제 형법에 따라 형사 범죄이며, 참가자 중 한 명이 16세 미만인 아동 결혼을 돕거나 조력하는 것도 마찬가지이다. 또한 오랫동안 존재했던 불법 결혼을 거행하는 범죄도 2015년 법률에 의해 수정되었다.
이러한 형사 범죄 외에도 민법은 "결혼은 서로의 배우자가 되려는 두 사람의 자유롭고 계몽적인 동의를 요구한다"고 규정하며, 결혼의 최저 연령을 16세로 정한다.

#### 미국
낸시 L. 카츠에 따르면, 수천 명의 파키스탄 소녀들이 뉴욕 지역에서 파키스탄으로 강제 결혼을 위해 비행기를 타고 갔으며, 저항하는 이들은 협박과 강요를 받았다. 아하 재단은 존 제이 형사 사법 대학에 뉴욕시 강제 결혼 발생률을 조사하도록 의뢰했다. 연구 결과는 모호했다. 그러나 아하 재단은 지난 11년 동안 강제 결혼을 피하거나 탈출하려는 수많은 개인을 자격을 갖춘 서비스 제공자 및 법 집행 기관에 성공적으로 연결하는 헬프라인을 운영해왔다. 전국 범죄 피해자 회의에 따르면 "강제 결혼을 직접적으로 다루는 법률/정책은 제한적"이지만, 더 일반적인 비특정 법률이 사용될 수 있다. 미국에 있는 단체인 언체인드 앳 라스트는 강제 결혼 또는 중매 결혼에서 벗어나려는 여성들에게 무료 법률 서비스 및 기타 자원을 제공한다. 이 단체는 프레이디 라이스가 설립했다.
예수 그리스도 후기 성도 근본주의 교회 (FLDS)는 미성년 소녀들을 주 경계뿐만 아니라 미국-캐나다 및 미국-멕시코 국경을 넘어 복혼 및 성적 학대 목적으로, 때로는 비자발적으로 밀매한 것으로 의심받고 있다. FLDS는 왕립 캐나다 기마경찰에 의해 1990년대 후반부터 2006년까지 30명 이상의 미성년 소녀들을 캐나다에서 미국으로 밀매하여 일부다처제 결혼에 포함시킨 것으로 의심받고 있다. RCMP 대변인 댄 모스칼루크는 FLDS의 활동에 대해 "본질적으로 이는 불법적인 성적 활동과 관련된 인신매매"라고 말했다. 밴쿠버 선에 따르면, 캐나다의 인신매매 방지 법규가 FLDS의 2005년 이전 활동에 효과적으로 적용될 수 있을지는 불분명하다. 이는 법규가 소급 적용되지 않을 수 있기 때문이다. 브리티시컬럼비아 현지 당국의 FLDS에 의한 성적 학대, 인신매매, 강제 결혼 혐의에 대한 3년간의 이전 조사는 기소로 이어지지 않았지만, 입법 변화를 가져왔다.

### 오세아니아

#### 호주
2013년, 호주에서 강제 결혼법이 제정되었으며, 최대 7년의 징역형이 부과된다.
2024년, 셰퍼턴 출신의 하자라인 여성 사키나 무하마드 잔은 호주의 강제 결혼법에 따라 처음으로 투옥된 인물이 되었다. 그녀는 자신의 21세 딸 루키아 하다리를 나중에 딸을 살해한 남자와 결혼하도록 강요한 혐의로 유죄 판결을 받았다.

## 강제 이혼
사우디아라비아에서 2005년 7월에 발생한 강제 이혼 사례는 국제적으로 널리 알려지고 비난받았다. 알주프주의 1심 법원 이브라힘 알-파라즈 판사는 알-티마니 부족의 사회적 지위가 파티마 아자즈 부족에 비해 낮다는 아자즈의 이복형제들의 불만에 대한 응답으로 알-티마니와 파티마 아자즈의 3년 가까이 된 결혼을 궐석으로 무효화했다. 이복형제들은 또한 알-티마니가 자신의 배경을 잘못 진술했다고 주장했다. 이복형제들은 파티마의 아버지, 즉 그녀가 미혼일 때 법적 남성 후견인이었던 (나중에 사망한) 아버지로부터 받은 위임장을 통해 소송을 제기했다. 알-티마니는 9개월 후인 2006년 2월까지 이혼 서류를 받지 못했다.
아자즈는 부부의 강제 이별 중 구금 상태에서 아들을 낳았다. 아자즈는 어머니와 부부의 두 자녀와 함께 3개월을 살다가 알-티마니와 몰래 지다로 도망쳤고, 그곳에서 미혼 커플로 동거한 혐의로 체포되었다. 아자즈는 두 자녀와 함께 담맘 공공 교도소에 구금되었고, 이복형제들의 후견 아래 어머니 가족에게 돌아가기를 거부했기 때문에 아들과 함께 고아원으로 묘사된 다른 담맘 시설에 구금되었다. 그녀는 "더 적합한" 남자와 결혼하게 될까 봐 두려워했다. 알-티마니는 아이들이 형제 가족에게 보내지면 학대받을 것을 우려하여 나중에 딸의 양육권을 얻었지만, 반복적으로 구금되어 언론과 접촉하지 말라는 경고를 받았다. 그는 1심 법원이 부부에게 사건의 양측을 묻지 않았으며, 샤리아법은 결혼 요건으로 부족 관계를 사용하지 않았고, 형제들이 상속 분쟁의 일환으로 소송을 제기했다고 말했다. 리야드 항소법원 (파기원으로 알려짐)은 2007년 1월 무효화를 지지했다. 당국은 그녀가 2006년 11월 아랍 뉴스에 인터뷰를 한 후 부부가 서로를 만나는 것을 중단시켰다.
살만 국왕이 당시에는 존재하지 않았던 사우디아라비아 최고 사법 위원회에 이 사건을 재검토해 달라고 요청한 후, 변호사들은 알-티마니의 부족 배경에 대한 주장을 제출했다. 대법원은 2010년 1월 무효화에 반대하는 판결을 내렸고, 부부가 재결합할 수 있게 되었다.

## 통계
아동 결혼 (2008–2014):
| 국가                    | 15세까지 결혼 | 18세까지 결혼 | 출처                              |
| ----------------------- | ------------- | ------------- | --------------------------------- |
| 아프가니스탄            | –             | 33%           | 생활 조건 조사 2013-2013          |
| 알바니아                | 0%            | 10%           | DHS 2008–2009                     |
| 알제리                  | 0%            | 3%            | MICS 2012–2013                    |
| 아르메니아              | 0%            | 7%            | DHS 2010                          |
| 아제르바이잔            | 2%            | 11%           | DHS 2011                          |
| 방글라데시              | 18%           | 52%           | MICS 2012–2013                    |
| 바베이도스              | 1%            | 11%           | MICS 2012                         |
| 벨라루스                | 0%            | 3%            | MICS 2012                         |
| 벨리즈                  | 3%            | 26%           | MICS 2011                         |
| 베냉                    | 11%           | 32%           | DHS 2011–2012                     |
| 부탄                    | 6%            | 26%           | MICS 2010                         |
| 볼리비아                | 3%            | 22%           | DHS 2008                          |
| 보스니아 헤르체고비나   | 0%            | 4%            | MICS 2011–2012                    |
| 브라질                  | 11%           | 36%           | PNDS 2006                         |
| 부르키나파소            | 10%           | 52%           | DHS 2010                          |
| 부룬디                  | 3%            | 20%           | DHS 2010                          |
| 카보베르데              | 3%            | 18%           | DHS 2005                          |
| 캄보디아                | 2%            | 19%           | DHS 2014                          |
| 카메룬                  | 13%           | 38%           | DHS 2011                          |
| 중앙아프리카 공화국     | 29%           | 68%           | MICS 2010                         |
| 차드                    | 29%           | 68%           | MICS 2010                         |
| 콜롬비아                | 6%            | 23%           | DHS 2010                          |
| 코모로                  | 10%           | 32%           | DHS 2012                          |
| 콩고                    | 6%            | 33%           | DHS 2011–2012                     |
| 코스타리카              | 7%            | 21%           | MICS 2011                         |
| 코트디부아르            | 10%           | 33%           | DHS 2011–2012                     |
| 쿠바                    | 5%            | 26%           | MICS 2014                         |
| 콩고 민주 공화국        | 10%           | 37%           | DHS 2013–2014                     |
| 지부티                  | 2%            | 5%            | MICS 2006                         |
| 도미니카 공화국         | 10%           | 37%           | DHS 2013                          |
| 에콰도르                | 4%            | 22%           | ENDEMAIN 2004                     |
| 이집트                  | 2%            | 17%           | DHS 2014                          |
| 엘살바도르              | 5%            | 25%           | FESAL 2008                        |
| 적도 기니               | 9%            | 30%           | DHS 2011                          |
| 에리트레아              | 13%           | 41%           | 인구 및 건강 조사 2010            |
| 에티오피아              | 16%           | 41%           | DHS 2011                          |
| 가봉                    | 6%            | 22%           | DHS 2012                          |
| 감비아                  | 9%            | 30%           | DHS 2013                          |
| 조지아                  | 1%            | 14%           | RHS 2010                          |
| 가나                    | 5%            | 21%           | DHS 2014                          |
| 과테말라                | 7%            | 30%           | ENSMI 2008/2009                   |
| 기니                    | 21%           | 52%           | DHS 2012                          |
| 기니비사우              | 7%            | 22%           | MICS 2010                         |
| 가이아나                | 6%            | 23%           | DHS 2009                          |
| 아이티                  | 3%            | 18%           | DHS 2012                          |
| 온두라스                | 8%            | 34%           | DHS 2011–2012                     |
| 인도                    | 18%           | 47%           | NFHS 2005–2006                    |
| 인도네시아              | –             | 14%           | 국가 사회경제 조사 (SUSENAS) 2013 |
| 이란                    | 3%            | 17%           | MIDHS 2010                        |
| 이라크                  | 5%            | 24%           | MICS 2011                         |
| 자메이카                | 1%            | 8%            | MICS 2011                         |
| 요르단                  | 0%            | 8%            | DHS 2012                          |
| 카자흐스탄              | 0%            | 6%            | MICS 2010–2011                    |
| 케냐                    | 4%            | 23%           | DHS 2014                          |
| 키리바시                | 3%            | 20%           | DHS 2009                          |
| 키르기스스탄            | 1%            | 12%           | MICS 2014                         |
| 라오스 인민 민주 공화국 | 9%            | 35%           | MICS 2011–2012                    |
| 레바논                  | 1%            | 6%            | MICS 2009                         |
| 레소토                  | 2%            | 19%           | DHS 2009                          |
| 라이베리아              | 9%            | 36%           | DHS 2013                          |
| 마케도니아              | 1%            | 7%            | MICS 2011                         |
| 마다가스카르            | 12%           | 41%           | ENSOMD 2012–2013                  |
| 말라위                  | 9%            | 46%           | MICS 2013–2014                    |
| 몰디브                  | 0%            | 4%            | DHS 2009                          |
| 말리                    | 15%           | 55%           | MICS 2010                         |
| 마셜 제도               | 6%            | 26%           | DHS 2007                          |
| 모리타니                | 14%           | 34%           | MICS 2011                         |
| 멕시코                  | 5%            | 23%           | ENADID 2009                       |
| 몽골                    | 0%            | 5%            | MICS 2010                         |
| 몬테네그로              | 1%            | 5%            | MICS 2013                         |
| 모로코                  | 3%            | 16%           | DHS 2003–2004                     |
| 모잠비크                | 14%           | 48%           | DHS 2011                          |
| 나미비아                | 2%            | 7%            | DHS 2013                          |
| 나우루                  | 2%            | 27%           | DHS 2007                          |
| 네팔                    | 10%           | 37%           | MICS 2014                         |
| 니카라과                | 10%           | 41%           | ENDESA 2006                       |
| 니제르                  | 28%           | 76%           | DHS 2012                          |
| 나이지리아              | 17%           | 43%           | DHS 2013                          |
| 파키스탄                | 3%            | 21%           | DHS 2012–2013                     |
| 파나마                  | 7%            | 26%           | MICS 2013 KFR                     |
| 파푸아뉴기니            | 2%            | 21%           | DHS 2006                          |
| 파라과이                | –             | 18%           | RHS 2004                          |
| 페루                    | 3%            | 19%           | 연속 DHS 2014                     |
| 필리핀                  | 2%            | 15%           | DHS 2013                          |
| 카타르                  | 0%            | 4%            | MICS 2012                         |
| 몰도바 공화국           | 0%            | 12%           | MICS 2012                         |
| 르완다                  | 1%            | 8%            | DHS 2010                          |
| 세인트루시아            | 1%            | 8%            | MICS 2012                         |
| 사모아                  | 1%            | 11%           | DHS 2014                          |
| 상투메 프린시페         | 5%            | 34%           | DHS 2008–2009                     |
| 세네갈                  | 9%            | 32%           | 연속 DHS 2014                     |
| 세르비아                | 0%            | 3%            | MICS 2014                         |
| 시에라리온              | 13%           | 39%           | DHS 2013                          |
| 솔로몬 제도             | 3%            | 22%           | DHS 2007                          |
| 소말리아                | 8%            | 45%           | MICS 2006                         |
| 남아프리카 공화국       | 1%            | 6%            | DHS 2003                          |
| 남수단                  | 9%            | 52%           | SHHS 2010                         |
| 스리랑카                | 2%            | 12%           | DHS 2006–2007                     |
| 팔레스타인              | 1%            | 15%           | MICS 2014                         |
| 수단                    | 7%            | 33%           | SHHS 2010                         |
| 수리남                  | 5%            | 19%           | MICS 2010                         |
| 스와질란드              | 1%            | 7%            | MICS 2010                         |
| 시리아 아랍 공화국      | 3%            | 13%           | MICS 2006                         |
| 타지키스탄              | 0%            | 12%           | DHS 2012                          |
| 태국                    | 4%            | 22%           | MICS 2012                         |
| 동티모르                | 3%            | 19%           | DHS 2009                          |
| 토고                    | 6%            | 22%           | DHS 2013–2014                     |
| 통가                    | 0%            | 6%            | DHS 2012                          |
| 트리니다드 토바고       | 2%            | 8%            | MICS 2006                         |
| 튀니지                  | 0%            | 2%            | MICS 2011–2012                    |
| 투르크메니스탄          | 1%            | 7%            | MICS 2006                         |
| 투발루                  | 0%            | 10%           | DHS 2007                          |
| 우간다                  | 10%           | 40%           | DHS 2011                          |
| 우크라이나              | 0%            | 9%            | MICS 2012                         |
| 탄자니아 연합 공화국    | 7%            | 37%           | DHS 2010                          |
| 우루과이                | 1%            | 25%           | MICS 2013                         |
| 우즈베키스탄            | 0%            | 7%            | MICS 2006                         |
| 바누아투                | 3%            | 21%           | DHS 2013                          |
| 베트남                  | 1%            | 11%           | MICS 2014                         |
| 예멘                    | 9%            | 32%           | DHS 2013                          |
| 잠비아                  | 6%            | 31%           | DHS 2013–2014                     |
| 짐바브웨                | 4%            | 34%           | MICS 2014                         |

요약:
| 지역                      | 15세까지 결혼 | 18세까지 결혼 | 비고      |
| ------------------------- | ------------- | ------------- | --------- |
| 사하라 이남 아프리카      | 12%           | 39%           |           |
| 동남부 아프리카           | 10%           | 36%           |           |
| 서중앙 아프리카           | 14%           | 42%           |           |
| 중동 및 북아프리카        | 3%            | 18%           |           |
| 동아시아 및 태평양        | –             | 15%           | 중국 제외 |
| 라틴 아메리카 및 카리브해 | 5%            | 23%           |           |
| 중동부 유럽/독립국가연합  | 1%            | 11%           |           |
| 최빈국                    | 13%           | 41%           |           |

## 같이 보기
- 매매혼
- 알라 카추
- 신부납치
- 신부 구입